# Oscar Sonneck
Oscar George Theodore Sonneck (ur. 6 października 1873 w Jersey City, zm. 30 października 1928 w Nowym Jorku) – amerykański muzykolog.

## Życiorys
Kształcił się w Kilonii (1883–1889) i Frankfurcie nad Menem (1889–1893), pobierał też lekcje fortepianu u Jamesa Kwasta. Od 1893 do 1897 roku studiował muzykologię pod kierunkiem Adolfa Sandbergera na Uniwersytecie Heidelberskim. Następnie kontynuował studia w zakresie kompozycji i orkiestracji u Iwana Knorra we Frankfurcie nad Menem oraz dyrygentury u Carla Schrodera w Sondershausen. W 1899 roku odbył podróż do Włoch, po czym wrócił do Stanów Zjednoczonych. Od 1902 do 1917 roku kierował działem muzycznym Biblioteki Kongresu w Waszyngtonie. Reprezentował Stany Zjednoczone na kongresach Internationale Musikgesellschaft w Bazylei (1906), Wiedniu (1909) i Londynie (1911). Od 1915 roku był redaktorem „Musical Quaterly”. W 1917 roku podjął pracę w nowojorskim wydawnictwie G. Schirmer, od 1921 roku pełnił funkcję jego wiceprezesa.
Uważany jest za pioniera amerykańskiej muzykologii, zorganizował dział muzyczny Biblioteki Kongresu i uporządkował oraz skatalogował jej zbiory. Prowadził badania źródłowe nad XVIII-wieczną muzyką amerykańską. Poza pracą naukową zajmował się również komponowaniem, napisał m.in. Kwartet smyczkowy oraz Rhapsody and Romance na skrzypce i fortepian. Pisał także poezje, które opublikował w zbiorach Eufzer (1895) i Eine Totenmesse (1898).

## Wybrane prace
(na podstawie materiałów źródłowych)
- Protest gegen den Symbolismus in der Musik (Frankfurt nad Menem 1897)
- Classification: Class M, Music: Class ML, Literature of Music: Class MT, Musical Instruction: Adopted December, 1902: as in force April, 1904 (Waszyngton 1904; 2. wyd. zrewid. 1917; 3. wyd. 1957)
- A Bibliography of Early Secular American Music (Waszyngton 1905; 2. wyd. zrewid. i poszerz. 1945)
- Francis Hopkinson, the First American Poet-Composer (1737–1791) and James Lyon, Patriot, Preacher, Psalmodist (1735–1794): Two Studies in Early American Music (Waszyngton 1905)
- Early Concert-Life in America (1731–1800) (Lipsk 1907)
- Dramatic Music: Catalogue of Full Scores in the Collection of the Library of Congress (Waszyngton 1908; 2. wyd. 1917)
- Report on the „The Star-Spangled Banner”, „Hail Columbia”, „America”, „Yankee Doodle” (Waszyngton 1909; 2. wyd. zrewid. i poszerz. 1914)
- Orchestral Music Catalogue: Scores (Waszyngton 1912)
- Catalogue of Early Books on Music (before 1800), wspólnie z Julią Gregory (Waszyngton 1913)
- Catalogue of Opera Librettos Printed before 1800 (Waszyngton 1914)
- Catalogue of First Editions of Stephen C. Foster (1826–1864), wspólnie z Walterem Whittleseyem (Waszyngton 1915)
- Early Opera in America (Nowy Jork 1915)
- Suum cuique: Essays in Music (Nowy Jork 1916)
- Catalogue of First Editions of Edward MacDowell (1861–1908) (Waszyngton 1917)
- Miscellaneous Studies in the History of Music (Nowy Jork 1921)
- Beethoven: Impressions of Contemporaries (Nowy Jork 1926)
- Beethoven Letters in America (Nowy Jork 1927)